# Pericoma incrustans
Pericoma incrustans és una espècie d'insecte dípter pertanyent a la família dels psicòdids que es troba a Europa: Romania.